# Карлос Пеусеље
Карлос Десидерио Пеусеље (шп. Carlos Peucelle; Буенос Ајрес, 13. септембар 1908 — Буенос Ајрес, 1. април 1990) био је аргентински фудбалер који је играо на позицији нападача или по потреби као десни крилни играч. Сматра се једним од најбољих аргентинских крила у историји. Познат је и по томе што је катализатор који је започео „Ла Макуину“ са Ривер Платом која је 40-их година доминирала фудбалом у Јужној Америци.
Учествовао је и на првом Светском првенству у фудбалу 1930. године, где је Аргентина заузела друго место иза Уругваја. Постигао је гол у финалу Светског првенства против Уругваја.